# Instytut Ruchu Robotniczego
Instytut Ruchu Robotniczego – jednostka istniejąca w latach 1975-1990 w Wyższej Szkole Nauk Społecznych przy KC PZPR i następnie w Akademii Nauk Społecznych przy KC PZPR. 

## Historia i działalność
Pierwotnie od 1971 w  Wyższej Szkole Nauk Społecznych przy KC PZPR istniały dwie jednostki zajmujące się historią ruchu robotniczego: Zakład Międzynarodowego Ruchu Robotniczego (kierownik Janusz Gołębiowski) i Zakład Historii Polskiego Ruchu Robotniczego (kierownik Antoni Czubiński). W 1975 oba zakłady zostały włączone do utworzonego w maju 1975 Instytutu Ruchu Robotniczego. Po zmianie nazwy Wyższej Szkoły Nauk Społecznych przy KC PZPR w 1985 na Akademię Nauk Społecznych PZPR placówka nosiła nazwę Instytut Historii Ruchu Robotniczego. Pracowali w niej w większości historycy zlikwidowanego w 1971 roku Zakładu Historii Partii przy KC PZPR (do 1957 Wydział Historii Partii). Placówka zajmowała się badaniem dziejów ruchu robotniczego. Instytut był wydawcą kwartalnika "Z Pola Walki".